# Calinda
Calinda (também escrito como kalinda ou kalenda) é uma arte marcial, bem como música folclórica e dança caribenha que surgiu durante os anos de 1720.
Calinda é a grafia francesa, o equivalente em espanhol é calenda.

## História
Calinda é uma espécie de luta com vara vista comumente sendo praticada durante o carnaval em Trinidad e Tobago. Os agricultores franceses com seus escravos, mulatos e pessoas livres de cor das ilhas vizinhas de Granada, Guadalupe, Martinica e Dominica migraram para Trinidad durante a Cédula de População. O carnaval chegou com os franceses; os escravos não podiam participar e formaram uma celebração paralela chamada canboulay, o percussor do carnaval de Trinidad. Após a abolição da escravatura, um vocalista ou chantwell (chantuelle) entoava cânticos de chamada e resposta chamados lavways exaltando e animando os lutadores. Portanto, as músicas de carnaval são consideradas produtos dos lavways de calinda. Esse estilo de música se transformou gradualmente no calipso moderno.
Apesar de ser mais comumente praticada como dança por causa do resultado violento da luta, suas raízes ainda são uma arte marcial originária do Reino do Congo, e lutas com vara ainda ocorrem em Trinidad. Elas também foram formalizadas e se tornaram competições anuais de carnaval.

## No resto do Caribe
A calinda também é praticada em outros lugares do Caribe, como em Martinica.
Kalinda é o nome dado a uma forma de luta com vara praticada no Haiti e que entrou nos Estados Unidos através da cidade portuária de Nova Orleans.
Formas similares desta arte marcial também existem em outros lugares do Caribe. Por exemplo, em Barbados existe o Bajan stick-licking também chamada de stick science.

## Na Luisiana
A canção popular cajun "Allons danser Colinda" é sobre um garoto cajun pedindo uma dança risqué a uma moça chamada Colinda; provavelmente derivada da dança Calinda que foi relatado ter sido realizada em Nova Orleans por escravos caribenhos trazidos à Luisiana.